# Toy Live
《Toy Live》는 대한민국의 음악인 유희열의 1인 프로젝트 그룹 토이의 라이브 음반으로, 2001년 8월 10일부터 12일까지 LG아트센터에서 많은 객원 보컬들이 참여했던 토이의 콘서트실황을 담았다. 2007년 11월에는 엠넷미디어에서 재발매되기도 했다.

## 수록곡

### CD 1 - PART 1
1. Intro
2. 라디오 천국
3. 내가 남자친구라면 (Vocal : 유희열)
4. 우리는 어쩌면, 만약에 (Vocal : 유희열)
5. 선물 Part 2 (Vocal : 유희열)
6. 내가 너의 곁에 잠시 살았다는 걸 (Vocal : 김연우)
7. 여전히 아름다운지 (Vocal : 김연우)
8. 거짓말 같은 시간 (Vocal : 김연우)
9. 슬픈 이야기 (Vocal : 이장우)
10. 내 마음 속에 & 이 밤의 끝을 잡고 (Vocal : 유희열)
11. 스케치북 (Vocal : 유희열, 윤종신)
12. Intermission (영화 《봄산에》 OST Main theme)

### CD 2 - PART 2
1. 목소리 (Vocal : 유희열)
2. 기다립니다 (Vocal : 유희열)
3. 소박했던, 행복했던... (Vocal : 성시경)
4. 애주가 (Vocal : 이승환)
5. 변해가는 그대 (Vocal : 이승환)
6. 난 남자다 (Vocal : 유희열)
7. 좋은 사람 (Vocal : 김형중)
8. 모두 어디로 간걸까? (Vocal : 이적)
9. 그럴때마다 (Vocal : 김연우, 김형중, 유희열)
10. 언젠가 우리 다시 만나면 (Vocal : 김연우)
11. A Night in Seoul
12. 미안해
13. Epilogue

## 참여
이 목록은 해당 앨범의 'Part 1'부분 부클릿에서 발췌하였다.
| - 유희열 - 프로듀서, 건반 악기, 피아노 - 함춘호 - 전기 기타, 나일론 기타, 스틸 기타 - 이성렬 - 전기 기타, 스틸 기타 - 신석철 - 드럼 - 김정렬 - 베이스 기타, 콘트라 베이스 - 채제민 - 타악기 - 박용준 - 건반 악기, 피아노, 멜로디언 - 박인영 - 건반 악기, 바이올린 - 김지혜, 신예원 - 코러스 | - Toy Music - 이그제큐티브 프로듀서 - 정동인 - 프로젝트 디렉터 - 김영환, 윤성호 - 매니지먼트 - 김서룡 - 라이브 디렉터 - Polymedia - 라이브 프로모션 - 테크노 라이트 - 조명 - 에스코트 영상 - 무대 이미지 - 정아미 - 뮤직비디오 감독 - 김효은 - 무대의상 디자인 - 김미강 - 헤어 - 김대형 - 사진 - 김희수 - 아트 디렉터 - 이우만, 지효섭 - 디자인 보조 - PTS - 음악 - 윤정오 - 믹싱 - 김형택 - 모니터 믹싱 - Dr.ko - 믹싱 - 장지복 - 믹싱 보조, Protool 에디터 - 김정도 - Protool 에디터 - Dream Factory - 믹싱 스튜디오 - 황병준(Sound Mirror) - 마스터링 |

## 인용
1. ↑  《Toy Live》 라이너 노츠